# Àtic sense ascensor
Àtic sense ascensor (títol original en anglès: 5 Flights Up) és una pel·lícula dramàtica estatunidenca del 2014, dirigida per Richard Loncraine, protagonitzada per Diane Keaton i Morgan Freeman, basada en la novel·la Heroic Measures de Jill Ciment. Ha estat doblada al català.

## Argument
Ruth (Diane Keaton), una professora jubilada i Àlex (Morgan Freeman), un artista, són una parella gran que fa més de quaranta anys que viuen en un àtic a Brooklyn (Nova York). Han decidit canviar-se a un nou apartament amb ascensor. La zona en què viuen s'ha posat de moda i la seva neboda Lily creu que poden fer una bona venda. Mentre esperen ofertes fan un viatge emocional a través dels records dels moments viscuts a la seva llar.

## Repartiment
- Diane Keaton: Ruth
- Morgan Freeman: Alex
- Cynthia Nixon: Lilly
- Carrie Preston: Miriam Carswell
- Michael Cristofer: Larry
- Diane Ciesla: Larry
- Claire van der Boom: Ruth de jove
- Korey Jackson: Alex de jove
- Josh Pais: Jackson
- Sterling Jerins: Zoe
- Maury Ginsberg: Dr. Kramer

## Al voltant de la pel·lícula
El britànic Richard Loncraine, conegut com a realitzador de la premiada Ricard III, va dirigir l'adaptació a la pantalla de Charlie Peters de la novel·la Heroic Measures de l'estatunidenc d'origen canadenc Jill Ciment. Loncraine opta per no mostrar la seva expressió més amarga, tot i que ens ofereix una mostra de la deshumanització del sector immobilliari, amb un suau i còmode drama recolzat en el dos grans actors protagonistes Diane Keaton i Morgan Freeman, interpretant una tendre visió de l'amor a la vellesa.

### Crítiques
La pel·lícula va rebre valoracions equilibrades dels crítics, obtenint una qualificació del 50% a l'agregador Rotten Tomatoes, sobre un total de 56 anàlisis i a un 43% de l'audiència els va agradar. El més ben valorat és el treball compartit per la parella Diane Keaton i Morgan Freeman.

### Premis i Nominacions
- AARP Movies for Grownups Awards: Best Grownup Love Story: Diane Keaton, Morgan Freeman[6]